# Ðeravica
Đeravica (em sérvio:  Ђеравица, em albanês:  Gjeravica) é a segunda mais alta montanha da região de Prokletije e dos Alpes Dináricos, atingindo a altitude de 2656 m, embora recentes medições com GPS tenham apontado altitude de  2667 m. A sua localização sobre a fronteira Albânia-Kosovo é politicamente delicada e envolve questões de soberania entre Kosovo e Sérvia: a República do Kosovo vê a montanha como parte da fronteira nacional com a Albânia, mas a Sérvia considera o território do Kosovo como fazendo parte do seu território e portanto a montanha como integrante da linha de fronteira entre Albânia e Sérvia. 
Entre 1992 e 2006, o Ðeravica foi a mais alta montanha do território da República Federal da Jugoslávia, e depois da Sérvia e Montenegro. É o ponto mais alto do Kosovo e o segundo mais alto da Albânia.

## Geografia

### Localidades próximas
- Dečani
- Junik
- Peć
- Belaje
- Krši i Ćenit
- Krši i Zi
- Veliko Jezero
- Crveno Jezero

### Picos próximos
- Kumulore
- Tropojske Pločice
- Guri i Gjate
- Maja e Ram Arućit
- Ljogi i Prelš

### Penhascos
- Biga Tamas
- Krši i Ćenit
- Kumulore
- Krši i Zi
- Guri i Mal
- Gurt e Ljove
- Brehov
- Minarja

### Nascentes próximas
- Kroni Tedel
- Kroni Gusija
- Kroni i Lizit
- Kroni i Nuses
- Gura e Hasanags
- Kroni i Metes
- Gura e Mir
- Kroni i Rasave
- Kroni i Smajlit
- Gura i Ćuršis
- Gura Hođs
- Kroni i Mir

## Galeria

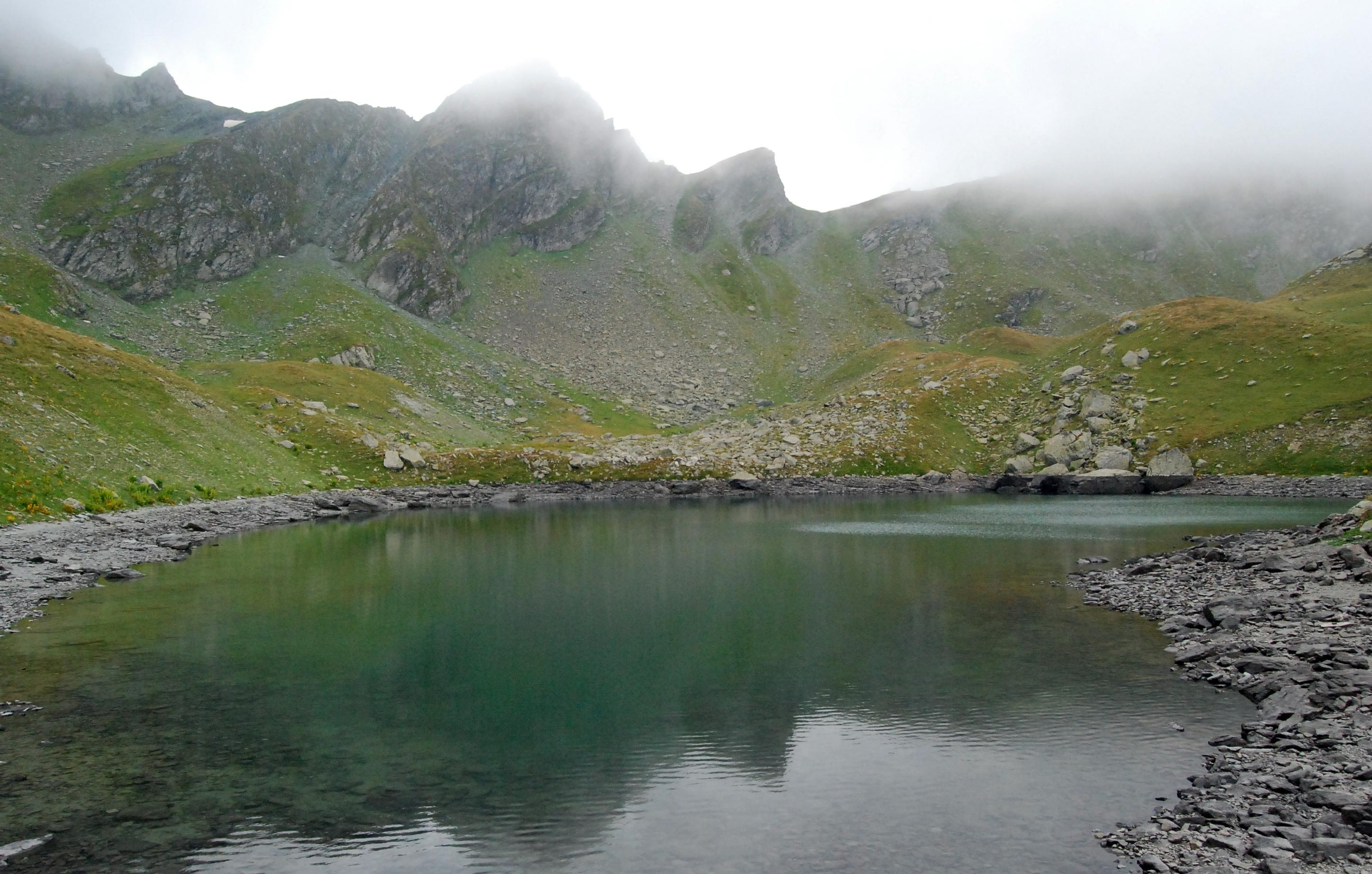
Lago glacial Đeravica perto do cume
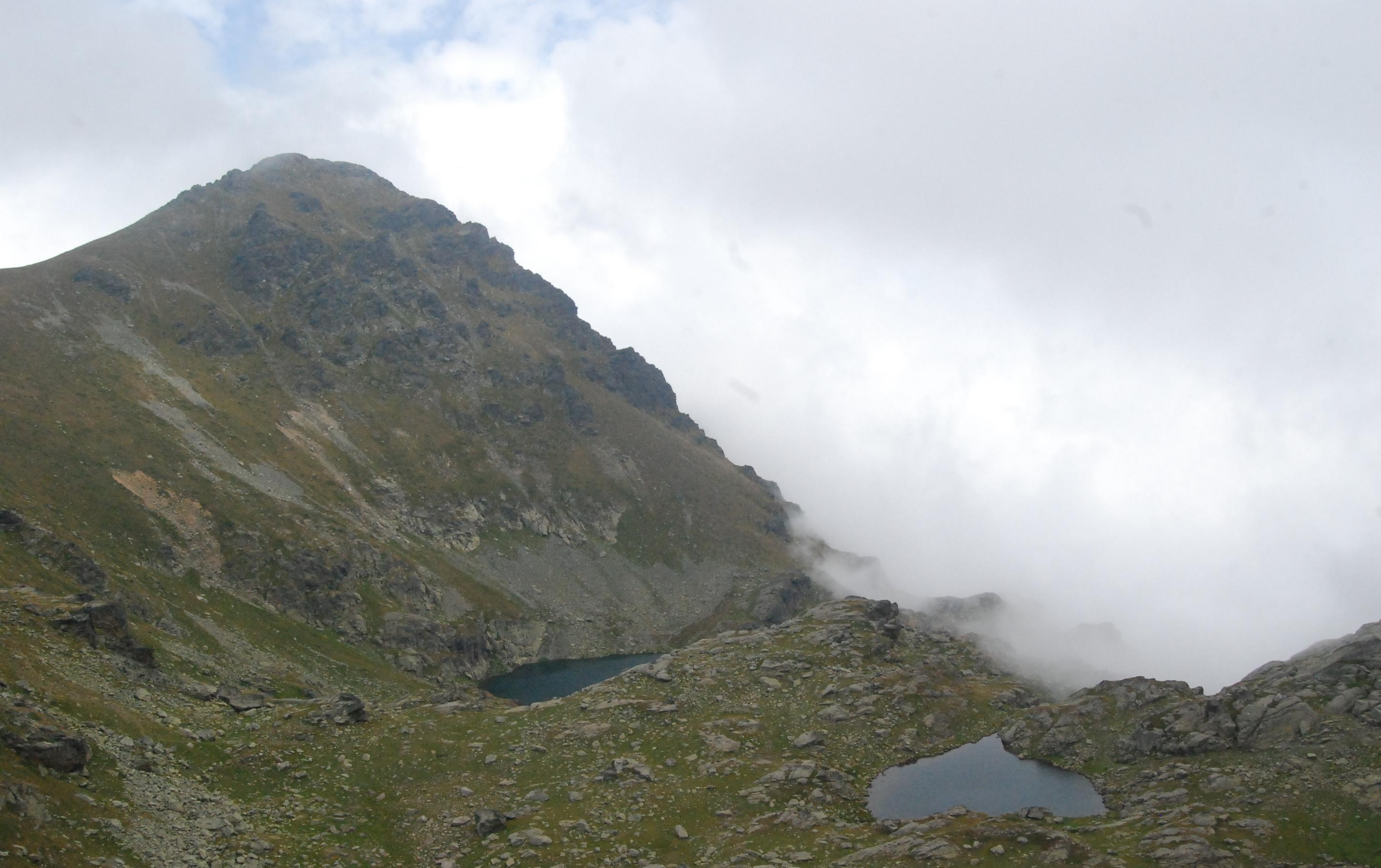
Lagos glaciais no Đeravica.
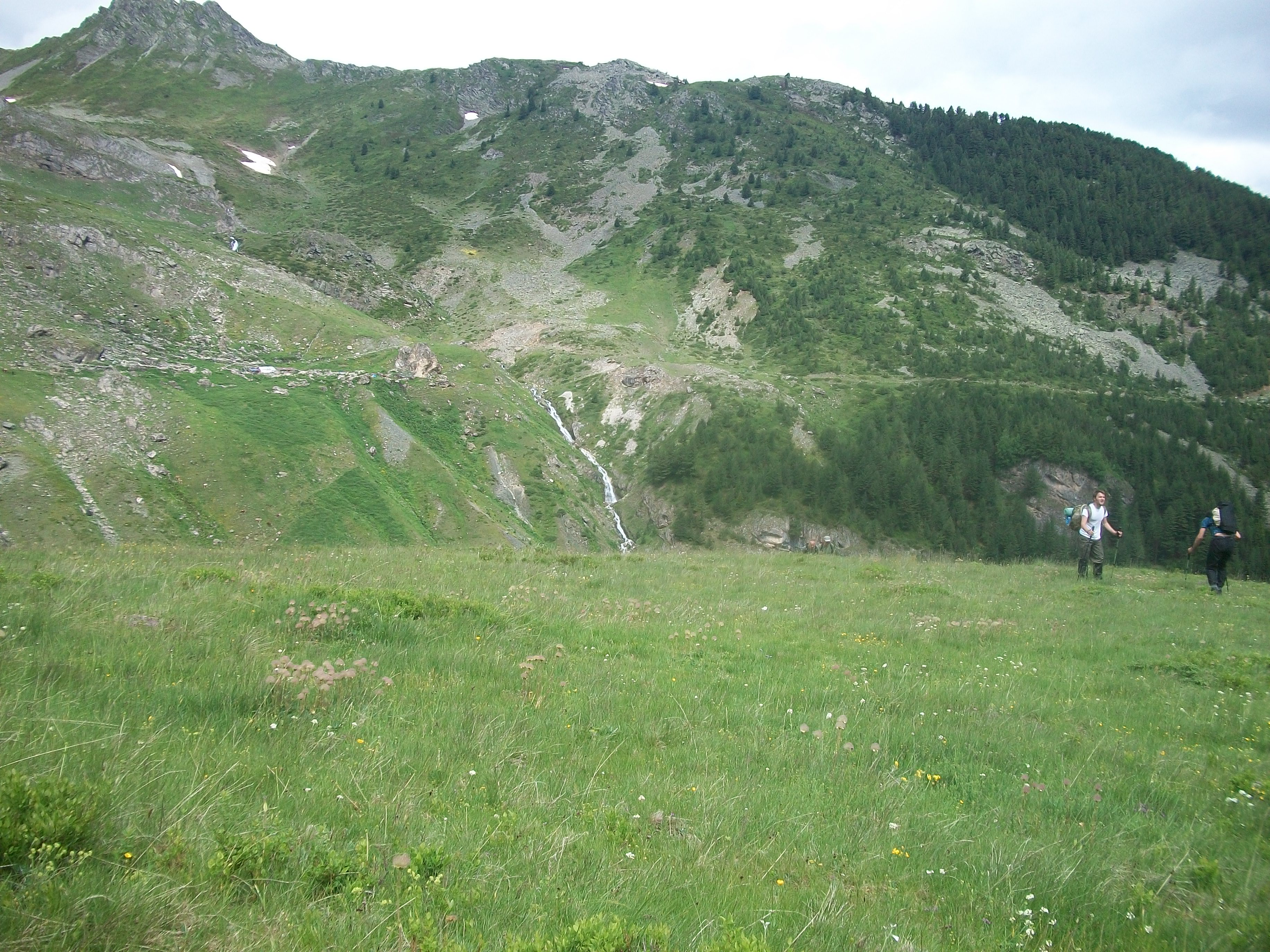
Vista do Đeravica
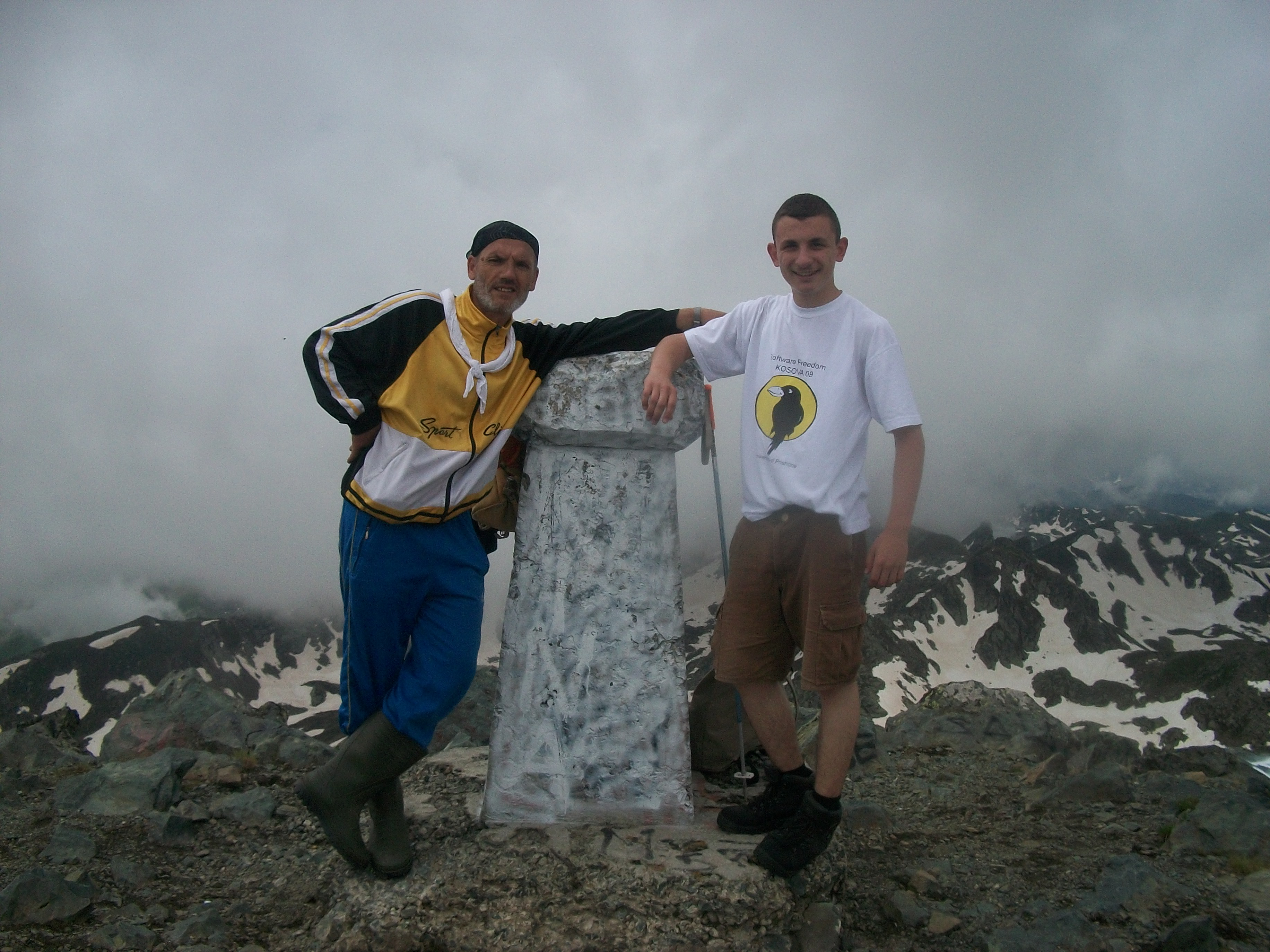
Caminhada no Đeravica
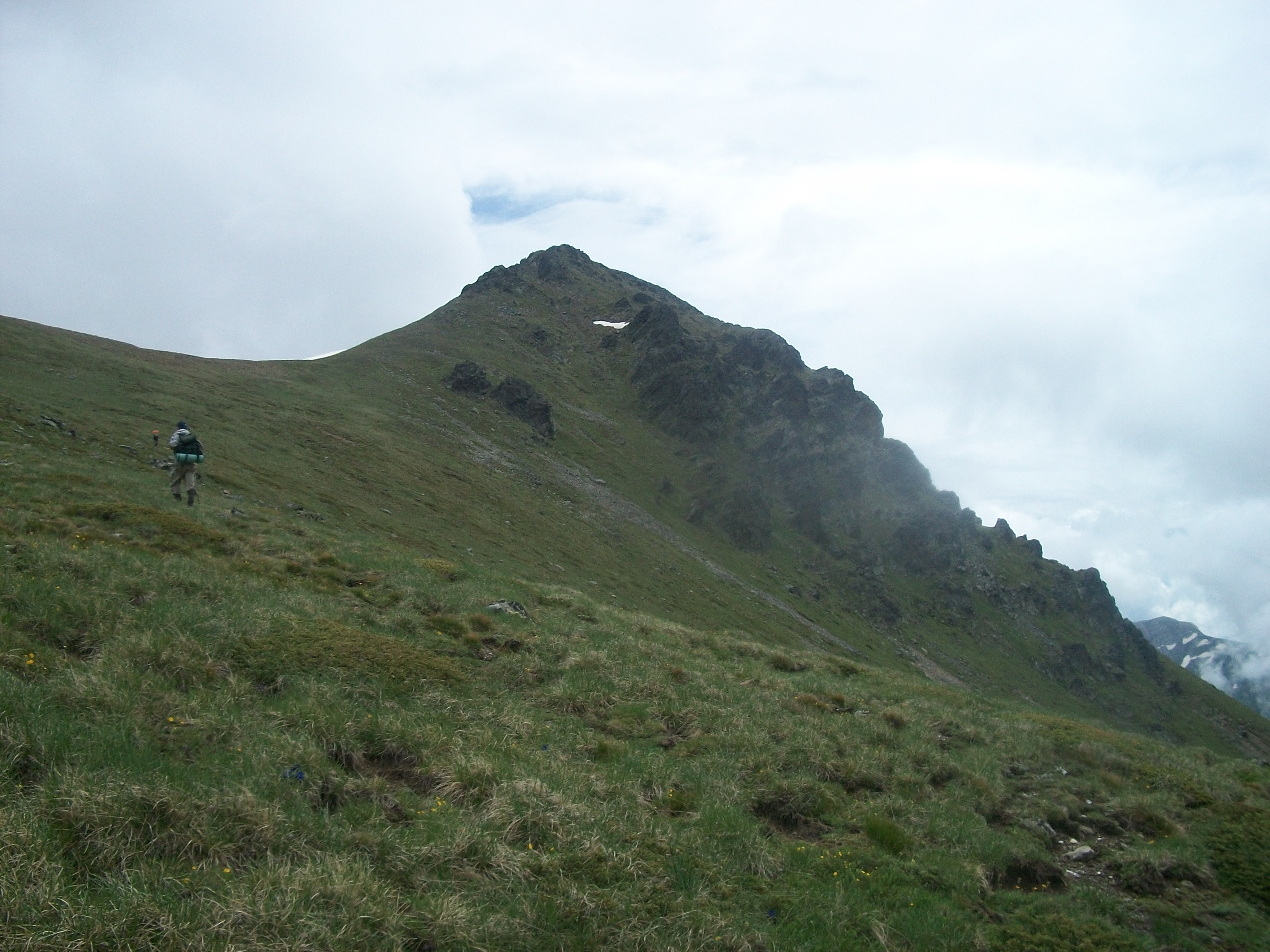
Đeravica é local de caminhadas
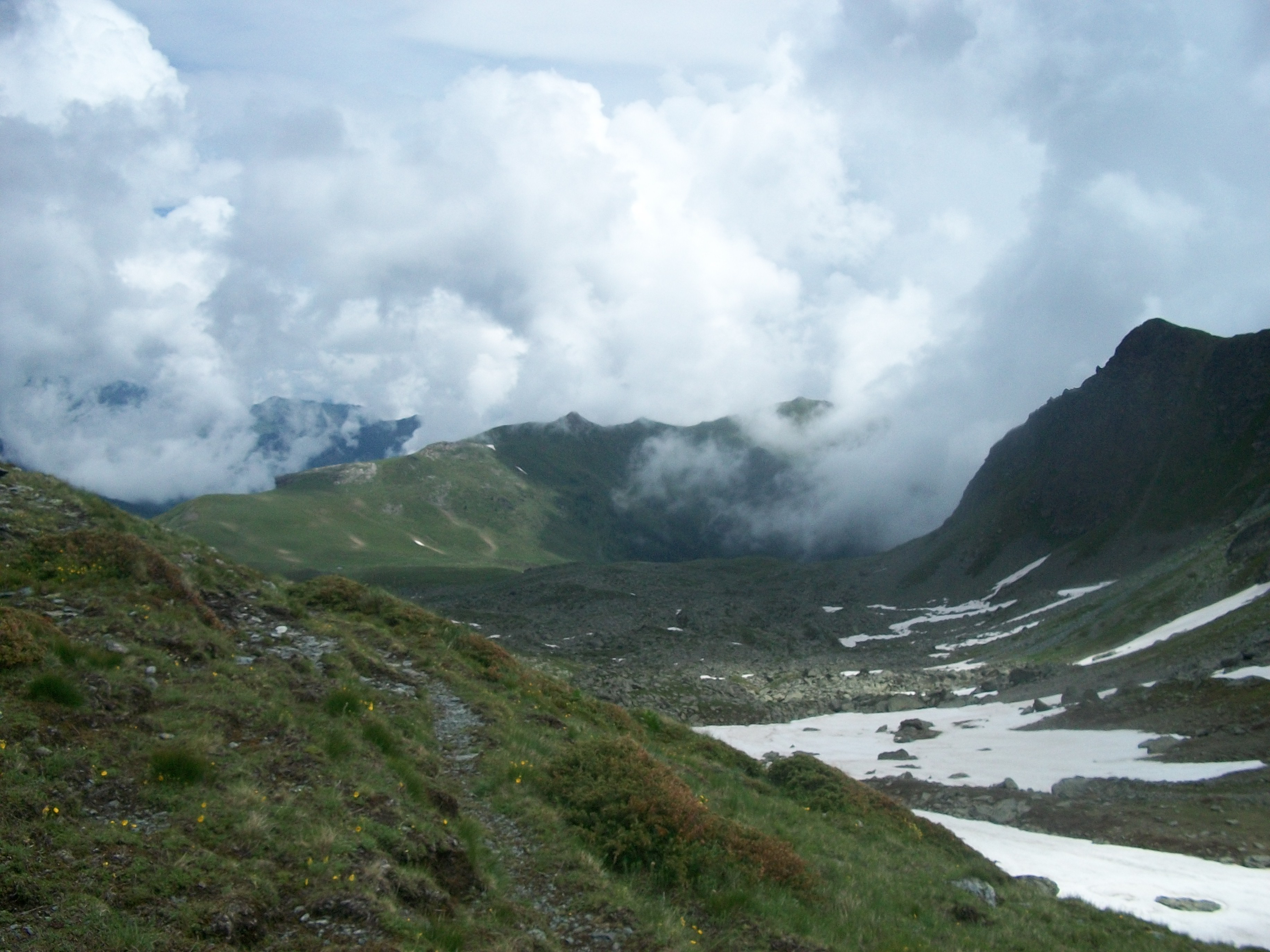
Outra vista do Đeravica
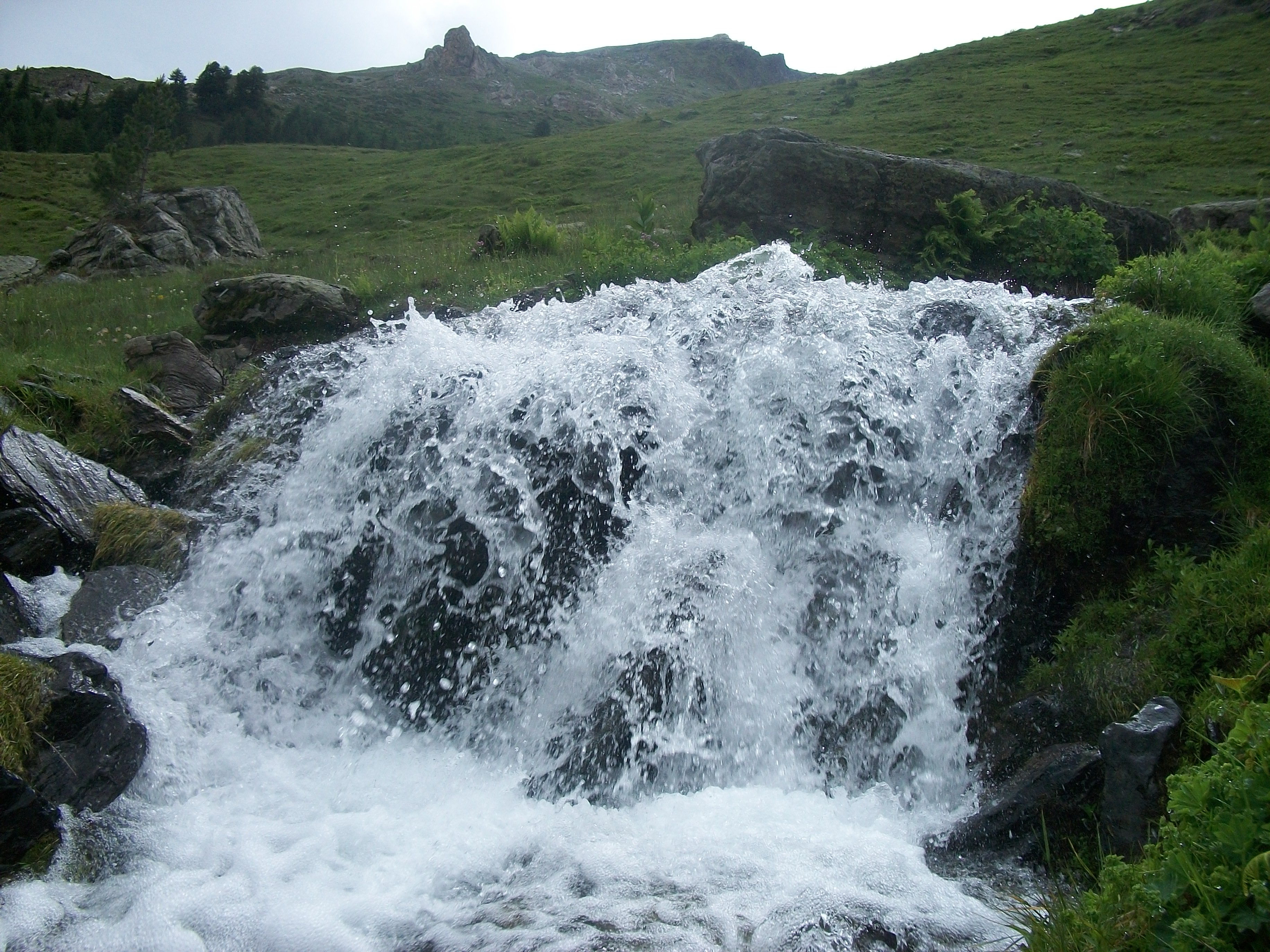
Rio Erenik perto das nascentes no Đeravica
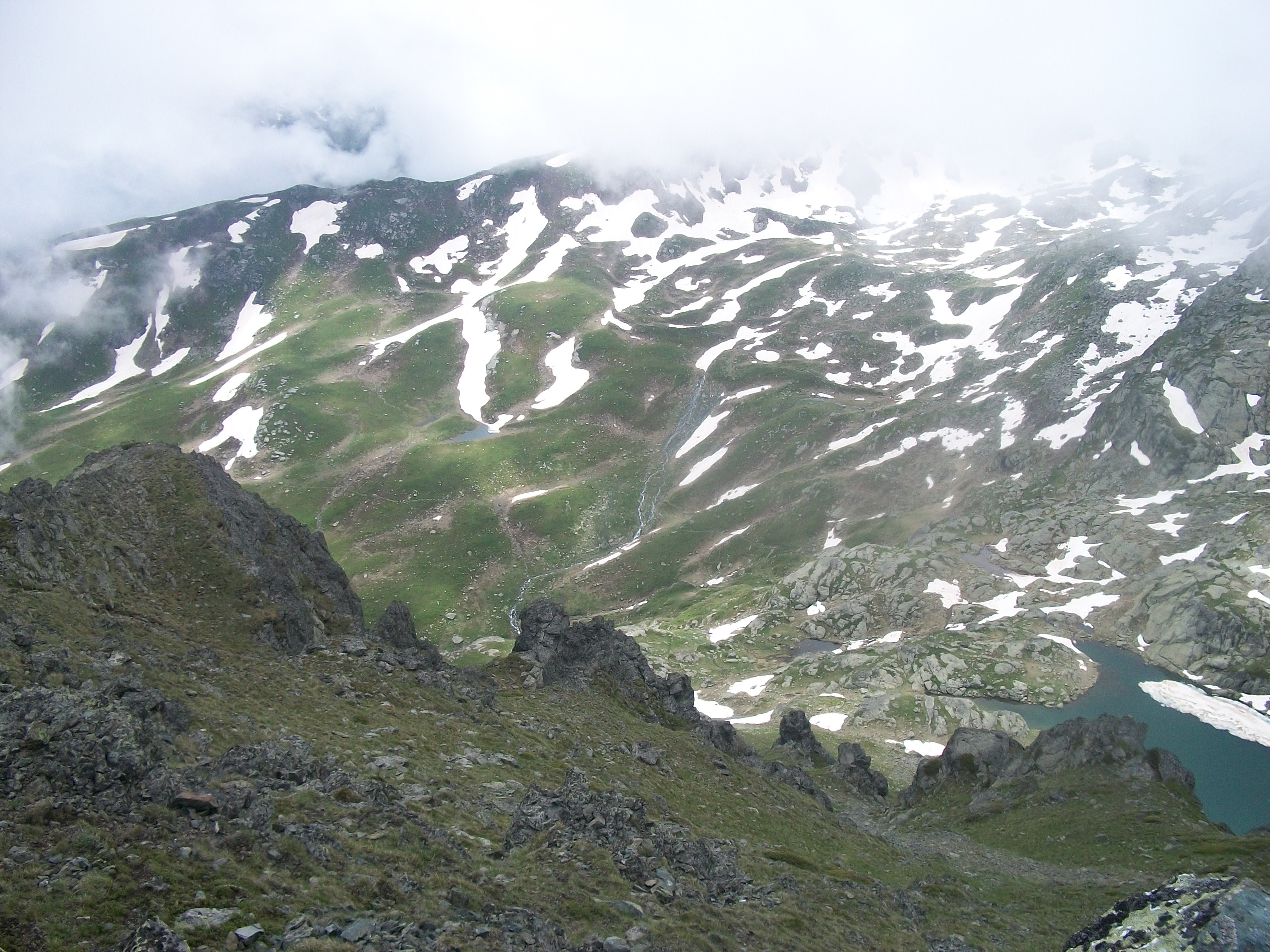
Lagos